# Adarma
Adharma é o antônimo em sânscrito de dharma, e significa vício ou pecado.
No Bhagavad-Gita (4.7), Krishna declara que ele encarna em toda a era (yuga) para reprimir os sem-leis e restabelecer a ordem na terra.  Os sem-leis criam deméritos (apunya), e carma desvantajoso, que resulta um renascimento desfavorável. 
Esta falta de virtudes ou consciência, não pode ser transcendido pelo contentamento. Tornando a pessoa presa ao samsara. 
Também personifica o filho de Brahma, que tem o título de "o destruidor de todos os seres." 